# Varšavskaja
Varšavskaja (in russo Варшавская?) è una stazione della Metropolitana di Mosca, situata sulla Linea Kachovskaja. La stazione fu inaugurata l'11 agosto 1969; allora faceva parte della Linea Zamoskvoreckaja, ma dal 1995 la linea Kachovskaja si è staccata da quest'ultima. Attualmente, Varšavskaja è l'unica stazione intermedia della linea più breve della metropolitana moscovita.
La stazione è stata disegnata dagli architetti Nina Alëšina e Natalija Samojlova secondo il tipico design moscovita degli anni sessanta: presenta due tunnel con quaranta pilastri quadrati, che sulla sommità sono ricoperti da marmo rosa-giallo. La pavimentazione è in granito grigio, oltre ad asfalto sulle banchine. Le mura sono ricoperte da piastrelle in ceramica e da marmo blu; inoltre, vi sono altre opere in metallo che ritraggono l'orizzonte di Varsavia (opera di Ch. Rysin, A. Lapin, D. Bodniek)
La stazione si trova tra due importanti arterie dirette verso sud: la superstrada Varšavskoe e la stazione ferroviaria Varšavskaja, in direzione Paveleckij. L'ingresso orientale ha sottopassaggi che conducono direttamente alla banchina ferroviaria, mentre l'ingresso occidentale è situato sotto l'incrocio a T della superstrada con il viale Čongarskij, che la interseca.
Oltre la stazione vi è un binario che conduce al deposito Zamoskvoretskoje, che serve le linee Zamoskvoreckaja e Kachovskaja. Proprio per questo, saltuariamente vi è un servizio diretto tra Varšavskaja verso tutte le stazioni dirette verso nord della linea Zamoskvoreckaja e viceversa. I treni che effettuano questo servizio sono composti da otto carrozze al posto di sei.